# NGC 2545
NGC 2545 é uma galáxia espiral barrada (SBab) localizada na direcção da constelação de Cancer. Possui uma declinação de +21° 21' 22" e uma ascensão recta de 8 horas, 14 minutos e 14,1 segundos.
A galáxia NGC 2545 foi descoberta em 11 de Janeiro de 1787 por William Herschel.